# Édouard Driault
Édouard Driault, également connu comme J.-Édouard Driault et Jean-Édouard Driault, né à La Neuville-sur-Essonne (Loiret) le 3 juillet 1864 et mort le 6 août 1947, est un historien français et professeur d'histoire.

## Biographie
Il est chargé de mission scientifique en Grèce de 1920 à 1925. Il est le fondateur de la Revue des études napoléoniennes en 1912, également rédacteur de nombreux manuels d'histoire et de géographie.
L’Académie française lui décerne le prix Thérouanne en 1911 pour Napoléon et l’Europe. La politique extérieure du Premier Consul (1800-1803) et deux fois le prix Gobert, en 1918 et 1927.

## Publications
- Plus rien d'allemand, Paris : L. Tenin, (1918)
- L'Apothéose de la France, Paris : Ligue française de l'enseignement, (1918)
- Before Constantinople, Paris : impr. de Chaix , (1919)
- La Grèce d'aujourd'hui et la Grèce éternelle, Paris : Figuière , (1934)
- La Paix du Rhin, Paris, F. Sorlot , (1939)
- Une paix qui soit la paix, Paris : Société internationale d'éditions et de publicité , (1945)
- La Vraie Figure de Napoléon, Villeneuve-Saint-Georges : l'Union typographique , (28 juin 1928)
- Histoire générale Première année, Les Origines : histoire ancienne des peuples de l'Orient, histoire grecque, histoire romaine, histoire du Moyen Age : avec 84 gravures dans le texte et 10 cartes colorées hors texte : rédigée conformément aux programmes des écoles normales primaires / par MM. Jean Édouard Driault, Gabriel Monod, Paris : F. Alcan , 1895
- Histoire générale, rédigée conformément aux programmes... T. 3, Le XIXe siècle, par MM. Jean Édouard Driault et Gabriel Monod, Paris : F. Alcan , 1895-1897
- Histoire générale II, Les Temps modernes (1328-1789) : rédigée conformément aux nouveaux programmes officiels : écoles normales primaires (2e année), écoles primaires supérieures (1re année) : avec 122 gravures dans le texte et 3 cartes colorées hors texte, par MM. Jean Édouard Driault, Gabriel Monod, Paris : F. Alcan , 1896
- Histoire générale, rédigés conformément aux programmes officiels III, Le XIXe siècle (1789-1896) : écoles normales primaires : 3e année : écoles primaires supérieures : 2e et 3e année / Edouard Driault, Gabriel Monod / Paris : F.Alcan , 1897
- Précis d'histoire de l'Europe et en particulier de la France [395-1789], J. Edouard Driault, Gabriel Monod, Paris : F. Alcan , 1898
- Précis d'histoire de l'Europe et en particulier de la France : (395-1270) : pour les classes de quatrième B, troisième A et seconde A B C : programme provisoire 1903-1904 : avec 18 gravures et 6 cartes dans le texte, Édouard Driault, G. Monod, Paris : F. Alcan , 1898
- La Question d'Orient depuis ses origines jusqu'à nos jours..., Edouard Driault ; préf. de M. Gabriel Monod, Paris : F. Alcan , 1898
- Cours d'histoire générale Première année, Histoire moderne (1453-1789) : à l'usage des écoles primaires supérieures : avec 75 gravures et 7 cartes dans le texte, par MM. Edouard Driault et G. Monod, Paris : F. Alcan , 1898
- La question d'Orient depuis ses origines jusqu'à nos jours, Edouard Driault ; préface de Gabriel Monod, Paris : F. Alcan , 1898
- Précis d'histoire de l'Europe et en particulier de la France, temps modernes (1610-1789), pour les classes de rhétorique et de seconde moderne et l'enseignement secondaire des jeunes filles / par MM. Édouard Driault, G. Monod, Paris : F. Alcan , 1898
- La Question d'Orient depuis ses origines jusqu'à nos jours, Préface de M. Gabriel Monod, 2e ed. revue, Paris : F. Alcan , 1900
- La Question d'Orient, préface par Gabr. Monod, Paris, 1900
- Les problèmes politiques et sociaux à la fin du XIXe siècle, par Édouard Driault, Paris : F. Alcan , 1900
- Cours d'histoire générale Première année, Histoire moderne (1453-1789) : à l'usage des écoles primaires supérieures, par MM. Edouard Driault, et G. Monod, 2e édition, avec 75 gravures et 7 cartes dans le texte, Paris : F. Alcan , 1900
- Histoire générale Première année, Les Origines : histoire ancienne des peuples de l'Orient, histoire grecque, histoire romaine, histoire du Moyen Age : avec 84 gravures dans le texte et 10 cartes colorées hors texte : rédigée conformément aux programmes des écoles normales primaires, par MM. Jean Édouard Driault, Gabriel Monod, 5e édition, Paris : F. Alcan , 1900
- La mission Gardane en Perse (1807-1809) : d'après les Archives nationales et Archives du Ministères des Affaires étrangères, J.E Driault, Paris : Société d'histoire moderne, 1900-1901
- Cours d'histoire générale Première année, Histoire moderne (1453-1789) : avec une introduction contenant un résumé de l'Histoire Ancienne et du Moyen Age : à l'usage des écoles primaires supérieures, par MM. Edouard Driault, et G. Monod, 3e édition, avec 75 gravures et 7 cartes dans le texte, Paris : F. Alcan , 1902
- Histoire contemporaine Première partie, La révolution et l'empire (1789-1815) : de 1789 à 1902 : conforme au programmes du 31 mai 1902 : pour les classes de philosophie, de mathématiques élémentaires et de première moderne (programme provisoire 1902-1903) : avec gravures et cartes dans le texte : 4 cartes coloriées hors texte : nombreux sujets de devoirs et de leçons, par E. Driault, G. Monod, Paris : F. Alcan , 1902
- Histoire contemporaine (1789-1889) : conforme au programme du 11 août 1902 : pour les candidats à l'École militaire de Saint-Cyr, par E. Driault, G. Monod, Paris : F. Alcan , 1903
- Le Moyen-Âge, conforme aux programmes du 31 mai 1902 pour les classes de cinquième A et B et programme provisoire (1903-1904) des classes de quatrième A et B et de troisième A, par É. Driault, Paris : F. Alcan, 1903
- Histoire contemporaine de 1789 à 1902 Deuxième partie, (1815-1902) : conforme aux programmes du 31 mai 1902 : pour les classes de philosophie, de mathématiques élémentaires et de première moderne (programme provisoire 1902-1903) : avec gravures et cartes dans letexte, 2 cartes coloriées hors texte, nombreux sujets de devoirs et de leçons, E. Driault, G. Monod, Paris : F. Alcan , 1903
- Les Temps modernes : conforme aux programmes du 31 mai 1902 : pour les classes de quatrième A et B : avec 38 gravures et cartes dans le texte et 4 cartes coloriées hors texte, Paris : F. Alcan , 1904
- La politique orientale de Napoléon : Sébastiani et Gardane, 1806-1808, Paris : F. Alcan , 1904
- Études napoléoniennes. La politique orientale de Napoléon : Sébastiani et Gardane, 1806-1808, Paris : F. Alcan , 1904
- La Question d'Orient depuis ses origines jusqu'à nos jours, par Edouard Driault ; Préface de M. Gabriel Monod, 3e éd. revue, Paris : Alcan , 1905
- Leçons d'histoire conformes aux programmes du 4 août 1905 : pour les écoles normales primaires et pour la préparation au brevet supérieur, par MM. E. Driault, G. Monod, Paris : F. Alcan, 1905
- L'Époque contemporaine, 1789-1902 : conforme aux programmes du 31 mai 1902 pour les classes de troisième A et B : avec 68 gravures et 38 cartes dans le texte, par E. Driault, Paris : F. Alcan, 1905
- Leçons d'histoire Première année, Moyen âge et temps modernes : conformes aux programmes du 4 août 1905 : pour les écoles normales primaires et pour la préparation au brevet supérieur : avec 77 gravures et 25 cartes dans le texte, indications de lectures, sujets de devoirs et directions pédagogiques, par MM. E. Driault, G. Monod, 2e édition, Paris : F. Alcan , 1906
- Napoléon en Italie (1800-1812), Paris : F. Alcan , 1906
- Cours d'histoire générale : Histoire contemporaine (1789-1905), Edouard Driault et G. Monod, 7e éd, Paris : Alcan , 1906
- Histoire nationale et notions sommaires d'histoire générale : première année : des origines à la mort de Henri IV; par Mlle Jeanne Colani, M. Ed. Driault, Paris : F. Alcan , 1906
- Conférences sur l'histoire de la civilisation : pour la troisième année des écoles normales primaires : conformes du 4 août 1905 : avec 110 gravures et 27 cartes dans le texte, MM. E. Driault, G. Monod, Paris : F. Alcan, éditeur , 1906
- Histoire de la civilisation T. I, Les Origines, Édouard Driault, Paris : Félix Alcan, 1907
- Leçons d'histoire Première année, Moyen âge et temps modernes : conformes aux programmes du 4 août 1905 : pour les écoles normales primaires et pour la préparation au brevet supérieur : avec 77 gravures et 25 cartes dans le texte, indications de lectures, sujets de devoirs et directions pédagogiques, par MM. E. Driault, G. Monod, 3e édition revue, Paris : F. Alcan, 1907
- Histoire de la civilisation 4e année, Orient, Grèce, Rome, Moyen-Age, Paris : Félix Alcan, 1907
- Histoire nationale et notions sommaires d'histoire générale : deuxième année : de la minorité de Louis XIII à la révolution, par Mlle Jeanne Colani, M. Ed. Driault, Paris : F. Alcan, 1907
- Leçons d'histoire Deuxième année, La révolution et le XIXe siècle : conformes aux programmes du 4 août 1905 : pour les écoles normales primaires et pour la préparation au brevet supérieur : avec 71 gravures et 21 cartes dans le texte, indications de lectures, sujets de devoirs et directions pédagogiques, par MM. E. Driault, G. Monod, 3e édition revue, Paris : F. Alcan, 1907
- Histoire de la civilisation T. II, Les Temps modernes, Édouard Driault, Paris : Félix Alcan, 1907
- Leçons d'histoire Première année, Moyen âge et temps modernes : conformes aux programmes du 4 août 1905 : pour les écoles normales primaires et pour la préparation au brevet supérieur : avec 77 gravures et 25 cartes dans le texte, indications de lectures, sujets de devoirs et directions pédagogiques, par MM. E. Driault, G. Monod, 5e édition, Paris : F. Alcan, 1908
- L'Époque contemporaine : 1789-1902 : conforme aux programmes du 31 mai 1902 pour les classes de troisième A et B : avec 68 gravures et 38 cartes dans le texte, 2e édition, Paris : F. Alcan, 1908
- La question d'Extreme-Orient, Paris : F. Alcan, 1908
- Vue général de l'histoire de la civilisation.. II, Les Temps modernes, Paris : F. Alcan, 1909
- Le monde actuel : tableau politique et économique, Paris : Félix Alcan, 1909
- Histoire de la civilisation, Quatrième année, Orient, Grèce, Rome, Moyen-âge, 2e édition revue avec 139 gravures et 13 cartes dans le texte, Paris : F. Alcan, 1909
- La Révolution et l'Empire 1789-1815 : avec 28 gravures dans le texte et 4 cartes colorées hors texte : préparation à Saint-Cyr (Arrêté ministériel du 17 juillet 1908), par E. Driault, G. Monod, Paris : F. Alcan, 1909
- La question d'Orient depuis ses origines jusqu'à nos jours, par Édouard Driault ; préface de M. Gabriel Monod, 4. éd. refondue, Paris : F. Alcan, 1909
- Le Monde actuel, tableau politique et économique, Paris : F. Alcan, 1909
- Vue général de l'histoire de la civilisation.. I, Les Origines, Paris : F. Alcan, 1909
- Conférences sur l'histoire de la civilisation : pour la troisième année des écoles normales primaires : conformes aux programmes du 4 août 1905 : avec 110 gravures et 27 cartes dans le texte / par MM. E. Driault, G. Monod, 2e édition revue, Paris : F. Alcan, éditeur, 1909
- Vue générale de l'histoire de la civilisation I, Les origines : avec 139 gravures et 13 cartes, par Édouard Driault, Paris : F. Alcan, 1909
- Évolution du monde moderne : Histoire politique et sociale, 1815-1909, E. Driault, G. Monod, Paris : F. Alcan, 1910
- Histoire politique et sociale 1815-1909, E. Driault, G. Monod, Paris : F. Alcan , 1910
- Vue générale de l'histoire de la civilisation, 3e éd., Paris : Alcan, 1910
- Napoléon et l'Europe : La politique extérieure du Premier Consul, 1800-1803, par Edouard Driault, Paris : F. Alcan, 1910
- La politique extérieure du premier consul : 1800-1803, Paris : F. Alcan, 1910
- Cours d'histoire conforme aux programmes du 26 juillet 1909, à l'usage des écoles primaires supérieures : première année : Histoire de France, depuis le début du XVIe siècle jusqu'en 1789 : avec 96 gravures et 9 cartes, par MM. E. Driault, G. Monod, Paris : F. Alcan, 1910
- Napoléon et l'Europe ..., Paris : Alcan, 1910-27
- Napoléon et l'Europe : La Politique extérieure de Napoléon 1er d'après les travaux récents, Paris : E. Leroux, 1911
- Conférences sur l'histoire de la civilisation : pour la troisième année des écoles normales primaires : conformes du 4 août 1905 : avec 110 gravures et 27 cartes dans le texte, MM. E. Driault, G. Monod, 3e édition revue, Paris : F. Alcan, éditeur, 1911
- Austerlitz : La fin du Saint-Empire (1804-1806), Paris : F. Alcan, 1912
- Napoléon et l'Europe : Austerlitz, la fin du Saint-Empire, 1804-1806, Paris : F. Alcan, 1912
- La Question d'Orient depuis ses origines jusqu'à nos jours, Edouard Driault ; préf. de G. Monod, 5e éd. rev. et corr, Paris : Alcan, 1912
- Recueil des instructions données aux ambassadeurs et ministres de France depuis les traités de Westphalie jusqu'à la Révolution française XIX, Florence, Modène, Gênes, publié sous les auspices de la Commission des archives diplomatiques au Ministère des affaires étrangères, Paris : F. Alcan , 1912
- Les sources napoléoniennes aux archives des Affaires étrangères, Paris : F. Alcan, 1913
- Histoire de la civilisation : cours d'histoire pour l'enseignement secondaire des jeunes filles : quatrième année : Orient, Grèce, Rome, Moyen-âge, 4e éd. revue avec 139 gravures et 13 cartes dans le texte, Paris : F. Alcan, 1914
- La Question d'Orient, Préface par Gabr. Monod, 6e ed, Paris, 1914
- Histoire de la civilisation : cinquième année : civilisation moderne et contemporaine, 4e édition revue avec 79 gravures et 21 cartes dans le texte / Paris : F. Alcan, 1914
- L'unité française ; préface de M. Henri Welschinger, Paris : F. Alcan, 1914
- La question d'Orient depuis ses origines jusqu'à nos jours, par Édouard Driault ; préface de M. Gabriel Monod, 6e édition mise au courant des derniers événements, Paris : F. Alcan, 1914
- La Reprise de Constantinople et l'alliance franco-russe..., Paris : F. Alcan, 1915
- La République et le Rhin..., Paris, Recueil Sirey, 1916
- Histoire nationale et notions sommaires d'histoire générale : troisième année : la Révolution, l'époque contemporaine, par Mlle Jeanne Colani, M. E. Driault, 3e édition, avec 65 gravures et 25 cartes dans le texte, Paris : F. Alcan, 1916
- La République et le Rhin [Ed. Driault et Chr. Schefer, La République et le Rhin. II. Le Problème économique], Édouard Driault, C. Schefer, Paris, L. Tenin, 1916
- Histoire politique et sociale : évolution du monde moderne, 1815-1915, par E. Driault, G. Monod, 6e édition revue, Paris : F. Alcan, 1916
- Les traditions politiques de la France et les conditions de la paix, Paris : F. Alcan, 1916
- La France au Rhin, Paris : Boivin, 1916
- La République et le Rhin : Ed. Driault et Chr. Schefer, Paris : L. Tenin, 1916
- Les Traditions politiques de la France et les conditions de la paix, Paris, F. Alcan, 1916 (dépôt 1917)
- Où nous en sommes. Conférence..., Paris : Sirey, 1917
- La question d'Orient depuis ses origines jusqu'à la grande guerre, préf. de M. Gabriel Monod, 7e éd., mise au courant des derniers événements (1916), Paris : F. Alcan , 1917
- Napoléon et l'Europe : Tilsitt, France et Russie sous le premier Empire, la question de Pologne (1806-1809), Paris : F. Alcan, 1917
- Pas de paix durable sans la barrière du Rhin, Paris : H. Floury , 1917
- Tilsit : France et Russie sous le Premier Empire : la question de la Pologne (1806-1809), Paris : F. Alcan, 1917
- La Question d'Orient depuis ses origines jusqu'à la Grande Guerre; Préface de M. Gabriel Monod, 7e édition, mise au courant des derniers événements (1916), Paris : F. Alcan , 1917 (dépôt 1920)
- La France unanime, Paris : impr. de Hemmerlé, 1918
- La Victoire, ses leçons et ses promesses, Paris : Union des grandes associations françaises contre la propagande ennemie, 3, rue Récamier, 1919
- Devant Constantinople, Paris : impr. de Chaix, 1919
- La grande idée, la renaissance de l'hellénisme, préface de M. Politis, Paris : F. Alcan, 1920
- Les Leçons de l'histoire, Paris : F. Alcan , 1921
- La question d'Orient depuis ses origines jusqu'à la paix de Sèvres : 1920 ; préf. de Gabriel Monod, 8e éd. entièrement refondue, Paris : F. Alcan, 1921
- Le Mystère de l'Orient : Leçon faite à la Sorbonne, le 8 décembre 1921, pour l'ouverture d'un cours sur l'indépendance de la Grèce, à l'occasion du Centenaire de l'insurrection de 1821, Versailles : Imprimeries Cerf, 1921
- Nouvelles leçons d'histoire Première année, Avec 52 gravures et cartes, : I. L' Antiquité ; II. L' Europe jusqu'à la fin du Moyen âge, par E. Driault, M. Hennemann, Paris : Librairie Félix Alcan, 1922
- Histoire de France depuis 1774 jusqu'en 1851 : deuxième année : avec 78 gravures et cartes, par E. Driault, M. Randoux, Paris : Librairie Félix Alcan, 1922
- Le grand Empire : 1809-1812, Paris : F. Alcan , 1924
- Nouvelles leçons d'histoire Deuxième année, de la Renaissance à 1815 : avec 35 gravures et 4 cartes, par E. Driault, M. Hennemann, Paris : Librairie Félix Alcan, 1924
- Napoléon et l'Europe : le Grand empire, 1809-1812, Paris : F. Alcan , 1924
- Histoire diplomatique de la Grèce de 1821 à nos jours Tome II, Le règne d'Othon. La Grande Idée, 1830-1862, Édouard Driault et Michel Lhéritier, Paris : Les Presses universitaires de France, 1925
- Mohamed Aly et Napoléon (1807-1814) : correspondance des consuls de France en Egypte, recueillie et publiée par Edouard Driault,..., Le Caire : impr. de l'Institut français d'Archéologie orientale, 1925
- Nouvelles leçons d'histoire : écoles normales primaires, programmes du 18 août 1920 : troisième année, par E. Driault, M. Hennemann, Paris : Librairie Félix Alcan, 1925
- Histoire diplomatique de la Grèce de 1821 à nos jours Tome I, L'insurrection et l'indépendance : 1821-1830, par Édouard Driault et Michel Lhéritier, Paris : Presses universitaires de France, 1925
- Histoire diplomatique de la Grèce de 1821 à nos jours Tome III, Le règne de Georges 1er avant le traité de Berlin (1862-1878), Hellénisme et Slavisme, par Michel Lhéritier, Paris : Les Presses universitaires de France, 1925
- Histoire diplomatique de la Grèce de 1821 à nos jours, Edouard Driault et Michel Lhéritier, Paris : Les Presses universitaires de France, 1925-1926
- Histoire diplomatique de la Grèce de 1821 à nos jours Tome V, La Grèce et la Grande Guerre. De la Révolution turque au Traité de Lausanne, 1908-1923, Edouard Driault et Michel Lhéritier, Paris : Presses universitaires de France, 1926
- Histoire diplomatique de la Grèce de 1821 à nos jours Tome IV, Suite du règne de Georges Ier jusqu'à la Révolution turque (1878-1908), Hellénisme et Germanisme, par Michel Lhéritier, Paris : Presses universitaires de France, 1926
- Histoire de France depuis le début du XVIe siècle jusqu'en 1774 : première année : avec 150 gravures et cartes, par E. Driault, M. Randoux, 2e édition revue, Paris : Librairie Félix Alcan , 1926
- La chute de l'empire : la légende de Napoléon (1812-1815), Paris : Félix Alcan , 1927
- La formation de l'empire de Mohamed Aly de l'Arabie au Soudan (1814-1823) : correspondance des consuls de France en Égypte, Recueillie et publiée avec une introduction par Edouard Driault / Caire : Impr. de l'Institut français d'archéologie orientale du Caire, pour la Société royale de géographie d'Égypte, 1927
- Napoléon et l'Europe : la Chute de l'Empire. La légende de Napoléon, 1812-1815, Paris : F. Alcan, 1927. (31 décembre.)
- Nouvelles leçons d'histoire : De la Renaissance à 1815 : deuxième année, par E. Driault, M. Hennemann, 2e éd. rev., Paris : Librairie F.Alcan, 1928
- The True visage of Napoléon, Edouard Driault ; Translated by W. Savage, Villeneuve-Saint-Georges, Impr. l'Union typographique, 1929
- La Vie fulgurante de Napoléon / par Edouard Driault ; ill. de Raffet / Paris : A. Morancé , 1929
- Le Roi Constantin / Edouard Driault / Versailles : Chez l'auteur , 1930
- L'immortelle épopée du drapeau tricolore : Napoléon-le-Grand : 1769-1821 / Edouard Driault / Le Chesnay : Rousseaux , 1930
- L'Egypte et l'Europe. La crise de 1839-1841 Tome deuxième, L' intervention de l'Europe (novembre 1839 - juin 1840) / Edouard Driault / Le Caire : Institut français d'archéologie orientale du Caire , 1930
- L'Egypte et l'Europe, la crise de 1839-1841. Correspondance des consuls de France et instructions du gouvernement recueillies et publiées avec une notice bibliographique, une introduction et des commentaires historiques par Edouard Driault. Tome premier. Nézib, le destin de l'Empire ottoman (avril-octobre 1839) / J.-Édouard Driault / Le Caire : Société royale de géographie d'Egypte , 1930
- Napoléon-le-Grand Tome I, Bonaparte, la France nouvelle : 1769-1821 : l'immortelle épopée du drapeau tricolore / Edouard Driault / Le Chesnay : F. Rousseaux , 1930, cop. 1930
- Napoléon-le-Grand Tome III, "L'homme du peuple" sous le signe des trois couleurs : 1769-1821 : l'immortelle épopée du drapeau tricolore / Edouard Driault / Le Chesnay : F. Rousseaux , 1930, cop. 1930
- Napoléon-le-Grand Tome II, L'Empereur, l'Europe nouvelle : 1769-1821 : l'immortelle épopée du drapeau tricolore / Edouard Driault / Le Chesnay : F. Rousseaux , 1930, cop. 1930
- L'Égypte et l'Europe : la crise de 1839-1841; correspondance des consuls de France et instructions du gouvernement / recueillies et publiées avec une notice bibliographique, une introduction et des commentaires historiques, par Édouard Driault / [Caire] : Impr. de l'Institut français d'archéologie orientale du Caire, pour la Société royale de géographie d'Egypte, 1930-
- L'Egypte et l'Europe. La crise orientale de 1839-1841 Tome troisième, L'Egypte et la France contre l'Europe (juillet - octobre 1840) / Édouard Driault / Le Caire : Institut français d'archéologie orientale du Caire , 1931
- Précis de l'histoire d'Egypte par divers historiens et archéologues Tome troisième, [L'Egypte ottomane, l'expédition française en Egypte et le règne de Mohamed-Aly (1517-1849) / par Etienne Combe, Jacques Bainville et Edouard Driault] / [Le Caire] : Institut français d'archéologie orientale du Caire , 1933
- L'Egypte Ottomane : l'expédition française en Egypte et le règne de Mohamed-Aly (1517-1849) / Le Caire : Institut français d'archéologie orientale , 1933
- La Pologne et la Prusse orientale : conférences faites à la Bibliothèque Polonaise de Paris / par Jacques Ancel, Edouard Driault, Henri de Montfort,... [et al.] ; avant-propos de J. Jusserand / Paris : Gebethner et Wolff, 1933
- Histoire de France depuis 1852 jusqu'en 1929 Troisième année, : et notions d'histoire générale : avec 71 gravures et cartes / par E. Driault,... M. Randoux,... / Paris : Librairie F. Alcan , 1934
- Précis d'histoire de France depuis le début du XVIe siècle jusqu'à nos jours et notions d'histoire générale / Édouard Driault, M. Randoux / Paris : F. Alcan , 1935
- Précis d'histoire de France depuis le début du XVIe siècle jusqu'à nos jours et notions d'histoire générale : avec 98 gravures et cartes / Édouard Driault, M. Randoux / Paris : Librairie Félix Alcan , 1935
- Histoire de France depuis 1774 jusqu'en 1851 Deuxième année : avec 78 gravures et cartes / par E. Driault,... M. Randoux,... / 4e édition revue / Paris : Librairie F. Alcan, 1935
- La paix de la France : la politique internationale de l'après-guerre, 1918-1935 / Édouard Driault / Paris : G. Ficker , 1936
- Le Basileus Constantin XII : héros et martyr / Edouard Driault / Paris : Librairie du Recueil Sirey , 1936
- La paix de la France : Les traités de 1918-1921. L'exécution des traités (de la Ruhr à Lausanne et Locarno, 1922-1925). La nouvelle Europe (libertés nationales ou dictature impériale, 1926-1930). Paix ou guerre, chaos ou création (1931-1935) / Édouard Driault / Nouveau tirage / Paris : Recueil Sirey, 1937
- Coups de plume : Deuxième série / Édouard Driault / Rodez, impr. P. Carrère, 1938
- La question d'Orient : 1918-1937, la paix de la Méditerranée / Édouard Driault / Paris : F. Alcan, 1938
- Napoléon en Italie : 1800-1812 / J.-E. Driault / Paris : Bibliothèque nationale de France, 1993
- Cours supérieur de grammaire et de langue française / par Éd. Rocherolles,... R. Pessonneaux,... / Ed. Driault,... / Paris : A. Picard et Kaan , [18..?]
- Manuel d'histoire nationale : récits, entretiens, devoirs d'examen, 19 cartes en gros caractères, 72 gravures expliquées / par Édouard Driault,... / 2e édition / Paris : A. Picard et Kaan , [1895?]
- Cours supérieur de grammaire et de langue française / par Éd. Rocherolles,... R. Pessonneaux,... / Ed. Driault,... / 6e édition / Paris : A. Picard et Kaan , [19..?]
- Cours supérieur de grammaire et de langue française / par Éd. Rocherolles,... R. Pessonneaux,... / Ed. Driault,... / 5e édition / Paris : A. Picard et Kaan , [19..?]
- La France et la Guerre : les solutions françaises / Édouard Driault, Prof. / Paris : Cerf, [1915]
- La France et la guerre : les solutions françaises ... / Edouard Driault / Paris : L. Cerf, [1917]
- Le fer de Lorraine et la paix / Edouard Driault / Paris : Libr. de la Société du Recueil Sirey, [1917]
- Cours complet de géographie : cours moyen : conforme aux programmes de 1923 / par Edouard Driault,... Maurice Randoux,... Maurice Bizeau,... / Paris : Librairie Larousse , [1923?]
- Cours complet de géographie : cours élémentaire conforme aux programmes de 1923 / par Édouard Driault, agrégé de l'Université, professeur à l'École normale supérieure de Saint-Cloud, Maurice Randoux, professeur d'École primaire supérieure [et] Maurice Bizeau, instituteur / Paris : Larousse , [1925]
- L'Hôtel Beauharnais à Paris / notice par Édouard Driault / [Paris] : A. Morancé , [1927]
- L'impératrice Joséphine / Edouard Driault / Paris : Morancé , [1928]
- Le Roi de Rome / Édouard Driault / Paris , [1929]
- Cours complet de géographie : cours moyen et certificat d'études, conforme aux programmes de 1923 / par Edouard Driault,... Maurice Randoux,... Maurice Bizeau,... / Paris : Librairie Larousse, [1935?]
- Constantin XII : le héros et martyr basileus : [Le retour des cendres] / Édouard Driault / Paris : Lib. du Recueil Sirey , [1937]
- Napoléon architecte / Édouard Driault / Paris : Presses Universitaires de France , [1939?]
- Le Roi de Rome de retour auprès de son père, 15 décembre 1940, au centenaire du retour des cendres de l'empereur / Édouard Driault / Versailles : "Le Saule , [1941]
- Napoléon architecte / Édouard Driault / Paris : Presses universitaires de France , [1942]
- La France et la guerre, les solutions françaises... / Edouard Driault,... / Paris : L. Cerf , [s. d]
- Cours complet de géographie : cours élémentaire conforme aux programmes de 1923 / par Édouard Driault,... Maurice Randoux,... Maurice Bizeau,... / Paris : Larousse , cop. 1925
- Cours complet de géographie : cours supérieur / par Édouard Driault,... Maurice Randoux,... Maurice Bizeau,... / Paris : Larousse , cop. 1928
- Cours complet de géographie : cours élémentaire, conforme aux programmes de 1923 / par Édouard Driault,... Maurice Randoux,... Maurice Bizeau,... / Paris : Librairie Larousse , impr. 1929
- Cours complet de géographie : cours élémentaire, conforme aux programmes de 1923 / par Édouard Driault,... Maurice Randoux,... Maurice Bizeau,... / Paris : Librairie Larousse , impr. 1936
- Cours complet de géographie : cours moyen et certificat d'études, conforme aux programmes de 1923 / par Edouard Driault,... Maurice Randoux,... Maurice Bizeau,... / Paris : Librairie Larousse , impr. 1937
- Le Rôle de l'histoire dans l'éducation nationale, Paris : Comité Michelet, s.d.

### Préfacier
- Le souper de Beaucaire, par le capitaine Napoléon Bonaparte ; introd. d'Edouard Driault, Paris : A. Morancé
- La question d'Afrique : étude sur les rapports de l'Europe et de l'Afrique depuis les origines jusqu'à la grande guerre de 1914, Raymond Ronze ; préface de M. Édouard Driault, Paris : F. Alcan , 1918
- Les monuments d'Athènes : guide archéologique, historique et artistique relatif aux monuments classiques, byzantins et modernes de la ville d'Athènes, Αλέξανδρος Φιλαδελφεύς ; préface par E. Driault, Athènes : s.n., 1924
- Histoire des régiments de gardes d'honneur, 1813-1814, Dr Lomier ; préface de M. Édouard Driault, Amiens : E. Malfère, 1924
- Mémoire sur l'origine des Wahabys, sur la naissance de leur puissance et sur l'influence dont ils jouissent comme nation : document inédit extrait des archives du ministère des affaires étrangères de France, rapport de Jean Raymond daté de 1806 ; Préface de M. Édouard Driault, Le Caire : Institut Français d'Archéologie Orientale, 1925
- Le Discours de Lyon, par le lieutenant Napoléon Bonaparte ; introd. d'Édouard Driault, Paris : Morancé, 1929
- Le Général Dupont : 1765-1840, M. Leproux,... Un grand Charentais ; Préface de MM. E. Driault et J. Talbert ; Édition hors commerce, Angoulême : Impr. ouvrière, 1933
- Bibliographie balkanique VI, 1936, Léon Savadjian ; Introduction par Edouard Driault, Paris : Société Générale d'Impression, 1937
- Наполеон і Украіна : з невідомих документів із тогочасними ілюстраціями, Ілько Борщак ; передмова Едварда Дріо, Львів : Библ. "Діла", 1937
- L'Hérédité du trône en Egypte contemporaine : origine et évolution, Mohammed Seif Alla Rouchdi ; Préface de Edouard Driault, Paris : A. Rousseau, 1943
- L'épée de Verdun, Eugène Mercierf ; préface d'Édouard Driault, Paris, 1916
- Napoléon et l'Ukraine, Elie Bortchak ; préface d'Edouard Driault, Paris, 1922

### Éditeur scientifique
- L'Expédition de Crète et de Morée (1823-1828) : correspondance des consuls de France en Egypte et en Crète, recueillie et publiée avec une introduction et des sommaires analytiques par Edouard Driault, J.-Édouard Driault, Le Caire : impr. de l'Institut français d'Archéologie orientale, 1930 ;
- Pensées pour l'action, Napoléon Bonaparte ; recueillies et présentées par Edouard Driault, Paris : Presses Universitaires de France, 1943
- L'Egypte et l'Europe, la crise orientale de 1839-1841. Société royale de géographie d'Egypte. Publications Spéciales sous les auspices de sa majesté Fouad 1er.

## Distinctions
- Chevalier de la Légion d'honneur